# Canal+ Calédonie (opérateur de télévision)
Pour la chaîne de télévision, voir Canal+ Calédonie.
Canal+ Calédonie (anciennement Canalsatellite Nouvelle-Calédonie puis Canalsat Calédonie) est le bouquet de télévision par satellite CANAL+ distribué en Nouvelle-Calédonie, Wallis-et-Futuna, Australie et Vanuatu.
Il a été créé en 1999 et est distribué par Canal Calédonie, société de Canal Overseas, filiale du Groupe Canal+. Il propose quarante-huit chaînes de télévision et quatre stations de radios. Il utilise, pour sa diffusion, le satellite Intelsat 18 à 180 degrés Est, qui lui-même diffuse les programmes depuis une station terrestre relais située à Los Angeles aux États-Unis et qui reçoit les éléments à diffuser par un câble à fibre optique souterrain et sous-marin depuis la station terrestre de Boulogne-Billancourt.

## Chaînes
Canal+ Calédonie commercialise 6 offres : Découverte, Sélection, Sélection+, Essentiel+, Premium+ et Ultimate+, avec plus de 100 chaînes[source secondaire nécessaire].
Pour Vanuatu, deux formules différentes sont disponibles : Access et Premium, avec une sélection de chaînes limitée[source secondaire nécessaire].
Pour Australie, une offre limitée est proposée : Easy, avec 35 chaînes[source secondaire nécessaire].